# Capsicum assamicum
Capsicum assamicum är en potatisväxtart som beskrevs av J.Purkay. och Lok.Singh. Capsicum assamicum ingår i släktet spanskpepparsläktet, och familjen potatisväxter. Inga underarter finns listade i Catalogue of Life.